# Locomotiva kkStB 47
La locomotiva kkStB 47 era un tipo di locomotiva a vapore con tender delle kkStB acquistata inizialmente dalla compagnia ferroviaria austriaca Kaiserin Elisabeth-Bahn (KEB) e successivamente dalle kkStB.

## Storia
Le locomotive del gruppo vennero costruite, tra il 1867 e il 1884, in numero di 69  unità dalla Sigl di Vienna, dalla Wiener Neustädter Lokomotivfabrik, dalla Lokomotivfabrik der StEG e dalla Krauss di Linz per conto della KEB e successivamente delle kkStB (come serie47). Nel corso della loro vita ebbero montati vari tipi di caldaie, nel 1901 furono oggetto del primo esperimento di montaggio della Caldaia Brotan.
In seguito alla prima guerra mondiale vennero divise tra JDŽ, PKP e FS dove furono immatricolate come gruppo 222. Alle BBO ne rimasero 50 unità utilizzate principalmente nelle manovre di smistamento. In seguito all'Anschluss operato dal Terzo Reich nel 1938 3 locomotive vennero immatricolate come DRB 53.7101–03. Tali 3 unità nel 1953 tornarono nel parco ÖBB e vennero radiate nel 1958.

## Locomotive preservate
La locomotiva 47.17, costruita nel 1868, è custodita a Vienna nel Museo della tecnica.